# Гута-Стара (Підкарпатське воєводство)
Гута-Стара (пол. Huta Stara) — село в Польщі, у гміні Гарасюки Ніжанського повіту Підкарпатського воєводства.
Населення — 292 особи (2011).
У 1975-1998 роках село належало до Тарнобжезького воєводства.

## Демографія
Демографічна структура станом на 31 березня 2011 року:
|          | Загалом | Допрацездатний вік | Працездатний вік | Постпрацездатний вік |
| -------- | ------- | ------------------ | ---------------- | -------------------- |
| Чоловіки | 147     | 22                 | 110              | 15                   |
| Жінки    | 145     | 37                 | 72               | 36                   |
| Разом    | 292     | 59                 | 182              | 51                   |